# Porto Torres
Porto Torres (sasarski: Posthudòrra, sardinski: Portu Tùrre, galurski: Poltu Tùrri) je grad i općina (comune) u pokrajini Sassariju u regiji Sardiniji, Italija. Nalazi se na nadmorskoj visini od 5 metara i ima 22 306 stanovnika.
 Prostire se na 104,41 km². Gustoća naseljenosti je 214 st/km².
Susjedne općine su: Sassari.